# Krummturm

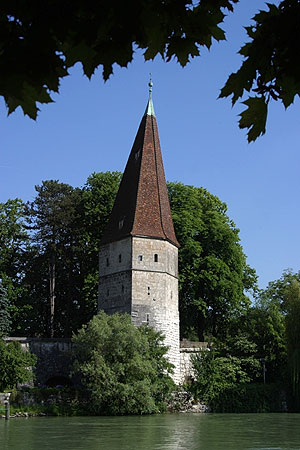
Krummturm in Solothurn

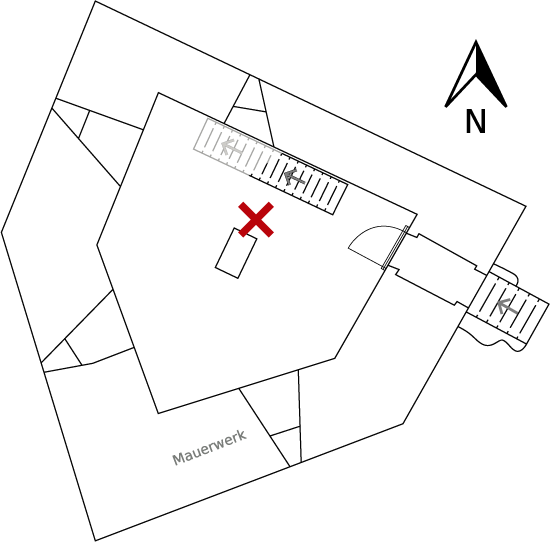
Grundriss des Erdgeschosses; rotes Kreuz zeigt Dachspitze an

Aarebrücke und Krummturm, Foto 1938

Der Krummturm ist ein mittelalterlicher Wehrturm in der Stadt Solothurn am Ufer der Aare in der Schweiz. Obwohl der Name auf einen krummen Bau schliessen lässt, ist dies nicht zutreffend. Einzig das Dach erscheint von den meisten Seiten schief. Die eigenartige Dachform ist das Ergebnis des unregelmässigen Fünfecks des Turm-Grundrisses.

## Geschichte
Der Krummturm ist das älteste unverändert erhaltene Bauwerk der Stadt. Die Motivation für den Bau geht wohl auf die vorhergehende indirekte Bedrohung der Stadt durch einen Angriff von Armagnaken auf Schweizer Gebiet hart an der damaligen Solothurner Territoriumsgrenze zurück. Der Baubeginn ist nicht präzise bekannt, es wird näherungsweise das Jahr 1454 genannt. Vollendet war der Turm dann 1462/63.
Einer Chronik von Franz Haffner ist zu entnehmen, dass der Krummturm von den Zeitgenossen auch „Kumuff“ genannt wurde, dies bedeutet etwa so viel wie „Kaum auf“. Zurückzuführen war der Neckname auf den schleppenden Baufortschritt. Dieser scheint einerseits durch bauliche Erschwernisse bedingt gewesen zu sein, andererseits haben mit grosser Wahrscheinlichkeit auch finanzielle Engpässe eine Rolle gespielt: Im Jahr 1458 hatte die Stadt nahezu den gesamten unteren Kantons-Teil (niederes Gericht über Olten, die Herrschaft Gösgen sowie die gräflichen Rechte über z. B. Däniken, Dulliken und Schönenwerd) gegen Entgelt erworben, womit für die Bezahlung von Baumaterialien und Handwerkern wohl nicht mehr allzu viel übrigblieb.
1947 entschied die Gemeinderatskommission auf eine Anfrage, den Krummturm dem Artillerieverein Solothurn als Vereinslokal und Artilleriemuseum auf 99 Jahre zu überlassen. Nach einer Renovierung wurde der Turm im Herbst 1948 anlässlich des 75-Jahr-Jubiläums des Vereins erstmals zur Besichtigung geöffnet.

## Bauwerk
Der Grundriss des Turmes entspricht einem unregelmässigen Fünfeck mit einer Basis von 10,5 Metern und derselben Länge. Die Basis ist als Nordostfront der Altstadt zugekehrt. Die aareseitige Nordwestfront ist 5,43 Meter lang, und die Südostfront mit dem Eingang misst 5,16 Meter. Die 7,32 Meter lange Westfront vereinigt sich mit der 7,08 Meter langen Südfront unter spitzem Winkel. Die Grundfläche des Turmes beträgt rund 80 Quadratmeter.
Im untersten Geschoss des Turms befindet sich ein 10 Meter tiefes Verlies. Dieses ist viereckig, da die westliche Mauerspitze des Grundrisses zugemauert wurde. Alle übrigen Räume entsprechen dem Fünfeck des Turmes. Die drei unterschiedlich hohen Obergeschosse sind durch einfache Holztreppen miteinander verbunden. Das Erdgeschoss besitzt eine Höhe von 3,8 Metern, der 1. Stock ist 3,6 Meter hoch. Mit 4,6 Metern Höhe ist der 2. Stock der höchste Raum des Turmes.
Das Mauerwerk ist jeweils an der stadtseitigen Basisfront am schwächsten, im Erdgeschoss misst es dort 1 Meter während die übrigen Seiten 2 Meter stark sind. Mit zunehmender Höhe des Turmes nimmt auch die Stärke der Mauern kontinuierlich ab. Die Basisfront misst noch etwa 0,8 Meter und die übrigen Mauern im 1. Stock 1,6 Meter und im 2. Stock 1,4 Meter. Mit Ausnahme der Basisfront sind in allen Mauern Schiessscharten vorzufinden.
Seinen Namen verdankt der Turm der Dachkonstruktion. Die Falllinie des Spitzhelms bezieht sich auf den Schnittpunkt von Längs- und Querachse des fünfeckigen Grundrisses. Dies hat zur Folge, dass vier von fünf Seiten des pyramidenförmigen, steilen Daches die Form eines ungleichseitigen Dreieckes haben. Für den Betrachter erscheint das Dach daher „schief“.